# 大西洋分區
國家冰球聯盟的大西洋分區成立於1992-93年度賽季；當時隸屬大西洋分區的球隊分別是：
- 紐澤西魔鬼
- 紐約島人
- 紐約遊騎兵
- 費城飛人
- 佛羅里達美洲豹
- 坦帕灣閃電
- 華盛頓首都

分區調整後的國家冰球聯盟大西洋分区（藍色）球隊所在位置

1998-99年度賽季，聯盟重新劃定分區，其中佛羅里達美洲豹、坦帕灣閃電、和華盛頓首都調往新的東南分區，而匹茲堡企鵝則從東北分區調至大西洋分區。
2013-14年度賽季，聯盟重新劃定分區，東南分區和東北分區被取消。紐澤西魔鬼、紐約島人、紐約遊騎兵、費城飛人和匹茲堡企鵝調往大都會分區；波士頓棕熊、水牛城軍刀、蒙特利爾加拿大人、渥太華參議員和多倫多楓葉從東北分區調至大西洋分區；佛羅里達美洲豹和坦帕灣閃電從東南分區調至大西洋分區；底特律紅翼則從中央分區調至大西洋分區。
現時隸屬大西洋分區的球隊分別是：
- 波士頓棕熊
- 水牛城軍刀
- 底特律紅翼
- 佛羅里達美洲豹
- 蒙特利爾加拿大人
- 渥太華參議員
- 坦帕灣閃電
- 多倫多楓葉

## 分區冠軍
- 1994 - 紐約遊騎兵
- 1995 - 費城飛人
- 1996 - 費城飛人
- 1997 - 紐澤西魔鬼
- 1998 - 紐澤西魔鬼
- 1999 - 紐澤西魔鬼
- 2000 - 費城飛人
- 2001 - 紐澤西魔鬼
- 2002 - 費城飛人
- 2003 - 紐澤西魔鬼
- 2004 - 費城飛人
- 2005 - 賽季取消
- 2006 - 紐澤西魔鬼
- 2007 - 紐澤西魔鬼
- 2008 - 匹茲堡企鵝
- 2009 - 紐澤西魔鬼
- 2010 - 紐澤西魔鬼
- 2011 - 費城飛人
- 2012 - 紐約遊騎兵
- 2013 - 匹茲堡企鵝
- 2014 - 波士頓棕熊
- 2015 - 蒙特利爾加拿大人
- 2016 - 佛羅里達美洲豹
- 2017 - 蒙特利爾加拿大人
- 2018 - 坦帕灣閃電
- 2019 - 坦帕灣閃電